# Andrei Vasilevski (tennis)
Ne doit pas être confondu avec Alexandre Vassilievski ou Andreï Vassilevski.
Andrei Vasilevski, né le 28 mai 1991 à Minsk en Biélorussie, est un joueur de tennis biélorusse, professionnel entre 2009 et 2022.

## Carrière
Andrei Vasilevski a remporté un tournoi en simple au Kazakhstan en 2014. Stagnant depuis le début de sa carrière aux alentours de la 700e place, il se reconvertit fin 2016 dans les épreuves de double. En 2017, il accède à la surprise générale aux quarts de finale à Wimbledon avec Hans Podlipnik-Castillo après avoir écarté deux têtes de série : Cabal/Farah et Klaasen/Ram.
Vainqueur à 27 reprises sur le circuit Futures en double, il a également remporté 14 tournois Challenger entre 2016 et 2019, le plus important étant celui de Tachkent, remporté avec Hans Podlipnik-Castillo en 2017.
En 2021, il atteint trois finales sur le circuit ATP avec Jonathan Erlich et en remporte une à Belgrade.
Il a joué à 11 reprises pour la Biélorussie en Coupe Davis, remportant notamment un match contre la Suisse en 2017 avec Max Mirnyi.
Il est depuis 2023 le partenaire d'entraînement d'Aryna Sabalenka.

## Palmarès

### Titre en double
| No | Date       | Nom et lieu du tournoi | Catégorie | Dotation  | Surface      | Partenaire      | Finalistes                   | Score    |          |
| -- | ---------- | ---------------------- | --------- | --------- | ------------ | --------------- | ---------------------------- | -------- | -------- |
| 1  | 23-05-2021 | Belgrade Open Belgrade | ATP 250   | 511 000 € | Terre (ext.) | Jonathan Erlich | André Göransson Rafael Matos | 6-4, 6-1 | Parcours |

### Finales en double
| No | Date       | Nom et lieu du tournoi         | Catégorie | Dotation  | Surface      | Vainqueurs                            | Partenaire              | Score             |          |
| -- | ---------- | ------------------------------ | --------- | --------- | ------------ | ------------------------------------- | ----------------------- | ----------------- | -------- |
| 1  | 31-07-2017 | Generali Open Kitzbühel        | ATP 250   | 482 060 € | Terre (ext.) | Pablo Cuevas Guillermo Durán          | Hans Podlipnik-Castillo | 6-4, 4-6, [12-10] | Parcours |
| 2  | 03-02-2020 | Tata Open Maharashtra Pune     | ATP 250   | 546 355 $ | Dur (ext.)   | André Göransson Christopher Rungkat   | Jonathan Erlich         | 6-2, 3-6, [10-8]  | Parcours |
| 3  | 22-02-2021 | Open Sud de France Montpellier | ATP 250   | 481 270 € | Dur (int.)   | Édouard Roger-Vasselin Henri Kontinen | Jonathan Erlich         | 6-2, 7-5          | Parcours |
| 4  | 20-09-2021 | Astana Open Noursoultan        | ATP 250   | 480 000 $ | Dur (int.)   | Santiago González Andrés Molteni      | Jonathan Erlich         | 6-1, 6-2          | Parcours |

## Parcours dans les tournois duGrand Chelem

### En double
| Année | Open d'Australie           | Open d'Australie          | Internationaux de France  | Internationaux de France | Wimbledon                  | Wimbledon                   | US Open                      | US Open               |
| ----- | -------------------------- | ------------------------- | ------------------------- | ------------------------ | -------------------------- | --------------------------- | ---------------------------- | --------------------- |
| 2017  | —                          | —                         | —                         | —                        | 1/4 de finale H. Podlipnik | Nikola Mektić Franko Škugor | 1er tour (1/32) H. Podlipnik | A. Mannarino A. Seppi |
| 2018  | 1/8 de finale H. Podlipnik | M. Daniell D. Inglot      | 1er tour (1/32) R. Jebavý | M. Demoliner S. González | 2e tour (1/16) A. Šančić   | Robin Haase R. Lindstedt    | —                            | —                     |
|       |                            |                           |                           |                          |                            |                             |                              |                       |
| 2020  | 1er tour (1/32) A. Rublev  | Max Purcell Luke Saville  | —                         | —                        | Annulé                     | Annulé                      | —                            | —                     |
| 2021  | —                          | —                         | —                         | —                        | 1er tour (1/32) J. Erlich  | Nikola Mektić Mate Pavić    | —                            | —                     |
| 2022  | 2e tour (1/16) J. O'Mara   | M. Granollers H. Zeballos | —                         | —                        | —                          | —                           | —                            | —                     |

N.B. : le nom du partenaire se trouve sous le résultat ; le nom des ultimes adversaires se trouve à droite.

### En double mixte
| Année | Open d'Australie | Open d'Australie | Internationaux de France | Internationaux de France | Wimbledon                    | Wimbledon             | US Open | US Open |
| ----- | ---------------- | ---------------- | ------------------------ | ------------------------ | ---------------------------- | --------------------- | ------- | ------- |
| 2018  | —                | —                | —                        | —                        | 2e tour (1/16) An. Rodionova | K. Srebotnik M. Venus | —       | —       |

N.B. : le nom de la partenaire se trouve sous le résultat ; le nom des ultimes adversaires se trouve à droite.

## Parcours enCoupe Davis
| #                                                           | Date          | Lieu   | Surface    | Gagnant(s)                   | Perdant(s)                   | Score            |          |
|                                                             |               |        |            |                              |                              |                  |          |
| 2017 - play-off (groupe mondial) - Suisse - Biélorussie 3:2 |               |        |            |                              |                              |                  |          |
| 1                                                           | 15-17/09/2017 | Bienne | Dur (int.) | Max Mirnyi Andrei Vasilevski | Adrian Bodmer Luca Margaroli | 7-66, 7-64, 7-63 | Parcours |

## Classements ATP en fin de saison
| Année          | 2008 | 2009 | 2010 | 2011 | 2012 | 2013 | 2014 | 2015 | 2016 | 2017 | 2018 | 2019 | 2020 | 2021 | 2022 |
| Rang en simple | 1315 | 924  | 703  | 768  | 660  | 806  | 577  | 734  | 741  | –    | –    | –    | –    | –    | –    |
| Rang en double | –    | 855  | 407  | 225  | 296  | 478  | 268  | 199  | 110  | 61   | 124  | 77   | 86   | 77   | 566  |

Source : (en) Classements de Andrei Vasilevski sur le site officiel de la Fédération internationale de tennis